# 61ste Oscaruitreiking
De 61ste Oscaruitreiking, waarbij prijzen werden uitgereikt aan de beste prestaties in films uit 1988, vond plaats op 29 maart 1989 in het Shrine Auditorium in Los Angeles. De ceremonie werd voor het eerst gehouden zonder officiële presentator. De genomineerden werden op 15 februari bekendgemaakt door Richard Kahn, voorzitter van de Academy, en actrice Anne Archer in het Samuel Goldwyn Theater te Beverly Hills.
De grote winnaar van de avond was Rain Man, met in totaal acht nominaties en vier Oscars.

## Winnaars en genomineerden
De winnaars staan bovenaan in vet lettertype.

#### Beste film
- Rain Man
  - The Accidental Tourist
  - Dangerous Liaisons
  - Mississippi Burning
  - Working Girl

#### Beste regisseur
- Barry Levinson - Rain Man
  - Charles Crichton - A Fish Called Wanda
  - Mike Nichols - Working Girl
  - Alan Parker - Mississippi Burning
  - Martin Scorsese - The Last Temptation of Christ

#### Beste mannelijke hoofdrol
- Dustin Hoffman - Rain Man
  - Gene Hackman - Mississippi Burning
  - Tom Hanks - Big
  - Edward James Olmos - Stand and Deliver
  - Max von Sydow - Pelle the Conqueror

#### Beste vrouwelijke hoofdrol
- Jodie Foster - The Accused
  - Glenn Close - Dangerous Liaisons
  - Melanie Griffith - Working Girl
  - Meryl Streep - A Cry in the Dark
  - Sigourney Weaver - Gorillas in the Mist

#### Beste mannelijke bijrol
- Kevin Kline - A Fish Called Wanda
  - Alec Guinness - Little Dorrit
  - Martin Landau - Tucker: The Man and His Dream
  - River Phoenix - Running on Empty
  - Dean Stockwell - Married to the Mob

#### Beste vrouwelijke bijrol
- Geena Davis - The Accidental Tourist
  - Frances McDormand - Mississippi Burning
  - Michelle Pfeiffer - Dangerous Liaisons
  - Joan Cusack - Working Girl
  - Sigourney Weaver - Working Girl

#### Beste originele scenario
- Rain Man - Ronald Bass en Barry Morrow
  - Big - Gary Ross en Anne Spielberg
  - Bull Durham - Ron Shelton
  - A Fish Called Wanda - John Cleese en Charles Crichton
  - Running on Empty - Naomi Foner

#### Beste bewerkte scenario
- Dangerous Liaisons - Christopher Hampton
  - The Accidental Tourist - Frank Galati en Lawrence Kasdan
  - Gorillas in the Mist - Anna Hamilton Phelan en Tab Murphy
  - Little Dorrit - Christine Edzard
  - The Unbearable Lightness of Being - Jean-Claude Carrière en Philip Kaufman

#### Beste niet-Engelstalige film
- Pelle the Conqueror - Denemarken
  - Hanussen - Hongarije
  - The Music Teacher - België
  - Salaam Bombay! - India
  - Women on the Verge of a Nervous Breakdown - Spanje

#### Beste documentaire
- Hotel Terminus: The Life and Times of Klaus Barbie - Marcel Ophüls
  - The Cry of Reason - Beyers Naudé: An Afrikaner Speaks Out - Robert Bilheimer en Ronald Mix
  - Let's Get Lost - Bruce Weber en Nan Bush
  - Promises to Keep - Ginny Durrin
  - Who Killed Vincent Chin? - Renee Tajima en Christine Choy

#### Beste camerawerk
- Mississippi Burning - Peter Biziou
  - Rain Man - John Seale
  - Tequila Sunrise - Conrad L. Hall
  - The Unbearable Lightness of Being - Sven Nykvist
  - Who Framed Roger Rabbit - Dean Cundey

#### Beste montage
- Who Framed Roger Rabbit - Arthur Schmidt
  - Die Hard - Frank J. Urioste en John F. Link
  - Gorillas in the Mist - Stuart Baird
  - Mississippi Burning - Gerry Hambling
  - Rain Man - Stu Linder

#### Beste artdirection
- Dangerous Liaisons - Stuart Craig en Gerard James
  - Beaches - Albert Brenner en Garrett Lewis
  - Rain Man - Ida Random en Linda DeScenna
  - Tucker: The Man and His Dream - Dean Tavoularis en Armin Ganz
  - Who Framed Roger Rabbit - Elliot Scott en Peter Howitt

#### Beste originele muziek
- The Milagro Beanfield War - Dave Grusin
  - The Accidental Tourist - John Williams
  - Dangerous Liaisons - George Fenton
  - Gorillas in the Mist - Maurice Jarre
  - Rain Man - Hans Zimmer

#### Beste originele nummer
- "Let the River Run" uit Working Girl - Muziek en tekst: Carly Simon
  - "Calling You" uit Bagdad Cafe - Muziek en tekst: Bob Telson
  - "Two Hearts" uit Buster - Muziek: Lamont Dozier, tekst: Phil Collins

#### Beste geluid
- Bird - Les Fresholtz, Dick Alexander, Vern Poore en Willie D. Burton
  - Die Hard - Don Bassman, Kevin F. Cleary, Richard Overton en Al Overton
  - Gorillas in the Mist - Andy Nelson, Brian Saunders en Peter Handford
  - Mississippi Burning - Robert Litt, Elliot Tyson, Rick Kline en Danny Michael
  - Who Framed Roger Rabbit - Robert Knudson, John Boyd, Don Digirolamo en Tony Dawe

#### Beste geluidseffectbewerking
- Who Framed Roger Rabbit - Charles L. Campbell en Louis L. Edemann
  - Die Hard - Stephen H. Flick en Richard Shorr
  - Willow - Ben Burtt en Richard Hymns

#### Beste visuele effecten
- Who Framed Roger Rabbit - Ken Ralston, Richard Williams, Edward Jones en George Gibbs
  - Die Hard - Richard Edlund, Al DiSarro, Brent Boates en Thaine Morris
  - Willow - Dennis Muren, Michael McAlister, Phil Tippett en Chris Evans

#### Beste kostuumontwerp
- Dangerous Liaisons - James Acheson
  - Coming to America - Deborah Nadoolman
  - A Handful of Dust - Jane Robinson
  - Sunset - Patricia Norris
  - Tucker: The Man and His Dream - Milena Canonero

#### Beste grime
- Beetlejuice - Ve Neill, Steve La Porte en Robert Short
  - Coming to America - Rick Baker
  - Scrooged - Tom Burman en Bari Dreiband-Burman

#### Beste korte film
- The Appointments of Dennis Jennings - Dean Parisot en Steven Wright
  - Cadillac Dreams - Matia Karrell en Abbee Goldstein
  - Gullah Tales - George deGolian en Gary Moss

#### Beste korte animatiefilm
- Tin Toy - John Lasseter en William Reeves
  - The Cat Came Back - Cordell Barker
  - Technological Threat - Bill Kroyer en Brian Jennings

#### Beste korte documentaire
- You Don't Have to Die - William Guttentag en Malcolm Clarke
  - The Children's Storefront - Karen Goodman
  - Family Gathering - Lise Yasui en Ann Tegnell
  - Gang Cops - Thomas B. Fleming en Daniel J. Marks
  - Portrait of Imogen - Nancy Hale en Meg Partridge

#### Award voor bijzondere prestaties
- Richard Williams, voor de regie van de animatie van Who Framed Roger Rabbit.[2]

#### Ere-award
- National Film Board of Canada, ter erkenning van de vijftigste verjaardag en de toewijding om artistieke, creatieve en technologische activiteiten en uitmuntendheid te ontwikkelen op elk gebied van het maken van films.[2]

## Films met meerdere nominaties
De volgende films ontvingen meerdere nominaties:
| Nominaties | Film                              | Awards |
| ---------- | --------------------------------- | ------ |
| 8          | Rain Man                          | 4      |
| 7          | Dangerous Liaisons                | 3      |
| 7          | Mississippi Burning               | 1      |
| 7          | Who Framed Roger Rabbit           | 4      |
| 6          | Working Girl                      | 1      |
| 5          | Gorillas in the Mist              |        |
| 4          | The Accidental Tourist            | 1      |
| 4          | Die Hard                          |        |
| 3          | A Fish Called Wanda               | 1      |
| 3          | Tucker: The Man and His Dream     |        |
| 2          | Big                               |        |
| 2          | Coming to America                 |        |
| 2          | Little Dorrit                     |        |
| 2          | Pelle the Conqueror               | 1      |
| 2          | Running on Empty                  |        |
| 2          | The Unbearable Lightness of Being |        |
| 2          | Willow                            |        |